# Dionisio Calvo
Dionisio Edgar (Jombi) Calvo (Curaçao, 1921) is een voormalig Curaçaose topambtenaar. Van 27 juni 1969 tot 12 december 1969 was hij minister van Financiën en Welvaartszorg van de Nederlandse Antillen.

## Biografie
In 1941 trad Calvo in dienst van het Eilandgebied Curaçao, eerst bij de dienst Openbare Werken en later bij Financiën. In 1943 slaagde hij voor het examen boekhouden en was vanaf 1954 afdelingshoofd Financiën. In 1965 ging hij over in dienst van de Nederlandse Antillen. Van 1970 tot 1986 directeur van het departement van Financiën. Hij was de opvolger van Ben Leito, die tot gouverneur was genoemd. Na zijn pensionering regelmatig bleef hij betrokken bij advieswerkzaamheden op het gebied van de openbare financiën en trad op als regeringsvertegenwoordiger in het bestuur van diverse overheidsbedrijven, waaronder Curaçaosche Dok Maatschappij, Nederlands-Antilliaans Constructiemaatschappij (NAC) en Bonantil NV.
Na de onlusten van 30 mei 1969 en het opstappen van het kabinet-Jonckheer IV, werd hij benoemd tot minister van Welvaartszorg en Financiën in het kabinet-Sprockel, een interim-kabinet bestaande uit vakministers. 
Calvo werd in 1973 onderscheiden als Officier in de Orde van Oranje-Nassau.